# .cn
.cn è il dominio di primo livello nazionale assegnato alla Cina.
È amministrato dal China Internet Network Information Center (CNNIC) che gestisce anche i domini internazionalizzati .公司, .网络, .中国 (xn--fiqs8s) e .中國 (xn--fiqz9s).

## Domini di secondo livello
Sono disponibili i seguenti domini di secondo livello:
- .政务.cn
- .公益.cn
- .gov.cn
- .org.cn
- .ac.cn
- .mil.cn
- .net.cn
- .edu.cn
- .com.cn